# Knooppunt Hauts-Sarts
Het knooppunt Hauts-Sarts is een knooppunt bij Luik in België. Het knooppunt is onvolledig, omdat de A601 als snelle verbindingsweg dient tussen de A3 richting Brussel en de A13 richting Hasselt, en andersom.
Door de slechte staat van de A601 is de snelweg voor onbepaalde tijd gesloten. Hierdoor wordt het knooppunt niet meer gebruikt.
| Aansluitende wegen                      | Aansluitende wegen | Aansluitende wegen | Aansluitende wegen | Aansluitende wegen                            |
| --------------------------------------- | ------------------ | ------------------ | ------------------ | --------------------------------------------- |
| richting Hasselt / Antwerpen (gesloten) |                    |                    |                    |                                               |
|                                         |                    |                    |                    |                                               |
|                                         |                    |                    |                    |                                               |
|                                         |                    |                    |                    |                                               |
| richting Namen / Brussel / Luxemburg    |                    |                    |                    | richting Herstal / Verviers Aken / Maastricht |

Aalbeke · Antwerpen-Centrum · Antwerpen-Haven · Antwerpen-Noord · Antwerpen-Oost · Antwerpen-West · Antwerpen-Zuid · Arquennes · Battice · Beaufays · Beveren · Bois-d'Haine · Brugge · Cerexhe · Charleroi-Nord · Charleroi-Sud · Cheratte · Daussoulx · Destelbergen · Doornik · Familleureux · Fexhe-Slins · Gent-Centrum · Gouy · Grâce-Hollogne · Groot-Bijgaarden · Hautrage · Hauts-Sarts · Heppignies · Heverlee · Hoog-Itter · Houdeng-Goegnies · Jabbeke · Jemappes · Kortrijk-West · Kortrijk-Zuid · Leonardkruispunt · Loncin · Lummen · Machelen · Marcinelle · Marquain · Merelbeke · Moorsele · Neufchâteau · Ranst · Sint-Stevens-Woluwe · Strombeek-Bever · Thiméon · Ville-sur-Haine · Vottem · Wilrijk-Valaar · Zaventem · Zwijnaarde